# Кременчугская трудовая копейка
Кременчу́гская трудова́я копе́йка (рос. Кременчуцька трудова копійка) — щоденна літературно-громадська та політико-економічна газета, що виходила в Кременчуці (Полтавська губернія) з грудня 1913 до квітня 1914 року.
Обсяг: 4 с. Номери:
- 1913 — № 1 (8-XII) — № 17 (31-XII)
- 1914 — № 18 (1-I) — № 102 (20-IV)